# Hagnagora elianne
Hagnagora anicata es una especie de polilla de la familia de las geométridas. Habita en Costa Rica y Honduras.
Los adultos son muy similares a las Hagnagora anicata y Hagnagora unnia. Los machos solo se diferencias de los de H. unnia por ser ligeramente más grandes (Por 2 mm en promedio pero con gamas que se solapan).

## Etimología
La especie está nombrada en honor a Eli-Anne Lindstrom, un científico cuyos estudios biológicos de algas de agua dulce han contribuido significativamente para hacer seguimiento al control de calidad de aguas en Noruega.